# Le Banquet des Éventualistes
Le Banquet des Éventualistes est un conte d'Auguste de Villiers de L'Isle-Adam qui parut pour la première fois dans La Journée le 21 janvier 1886.

## Résumé
Pour combattre la vague anarchiste qui « ne rêve que de dynamiter, de pantaclister même, ou de mélitiner, comme par distraction, — « pour voir ce que ça donnerait » — le Corps Législatif, le Sénat, la Préfecture de police, l'Élysée, etc., etc. », le docteur Bonhomet révèle à ses amis éventualistes la mesure préventive du gouvernement : « autoriser les mille et mille beuveries, cabarets, cafés et tavernes de la Capitale à ne forclore leurs auvents que sur les deux heures de la nuit ». À trois heures du matin, la révolution est remise à huitaine.

## Éditions
- 1886 -  La Journée journal quotidien illustré, édition du 21 janvier 1886, à Paris.
- 1887 -  Gil Blas quotidien, édition du 1er février 1887, à Paris.
- 1887 - In Tribulat Bonhomet, Tresse et Stock à Paris.